# Tauató-passarinho
Tauató-passarinho (nome científico: Hieraspiza superciliosa), também conhecido como gavião-miudinho ou gavião-minúsculo, é uma espécie de ave rapinante que pertence à família Accipitridae. Possui ocorrência irregular do leste da Nicarágua até o oeste do Equador, norte da Bolívia, norte da Argentina, Paraguai e sul do Brasil.

## Taxonomia
Existem duas subespécies de tauató-passarinho, separadas pelo norte dos Andes. Os dois diferem mais significativamente no comprimento relativo da cauda; as diferenças de tamanho e cor são pequenas e podem ser difíceis de distinguir.
- H. s. superciliosa é encontrado a leste dos Andes, na América do Sul. Ligeiramente a maior das duas subespécies, é mais pálida e tem uma barra difusa e acinzentada na parte inferior.
- H. s. fontanieri é encontrado desde a Nicarágua até o oeste do Equador. É um pouco menor e mais escuro do que o A. s. superciliosa, com cauda mais curta e barra inferior mais nítida e mais preta.

O tauató-passarinho e sua espécie irmã, o falcão de semicolar das terras altas (Accipiter collaris), formam uma superespécie .

## Comportamento
Em manhãs claras (e ocasionalmente no final da tarde), o tauató-passarinho às vezes se expõe ao sol em um galho alto e aberto. Ocasionalmente, os pares vão tomar sol juntos. Caso contrário, esta é uma espécie secretiva e facilmente ignorada. Geralmente caça de um poleiro, localizado em qualquer lugar, desde a vegetação rasteira até o dossel. Ao caçar em vegetação rasteira, muitas vezes passa de um poleiro para outro em rápida sucessão. É um voo rápido; ele faz alguns flaps rápidos e então fecha as asas brevemente antes de bater novamente. Ocasionalmente voa acima da copa da floresta.

### Dieta
O tauató-passarinho se alimenta principalmente de pássaros. Ele caça beija-flores e pequenos passeriformes, normalmente saindo de um esconderijo para pegá-los quando passam, mas também emboscando-os quando os pássaros menores estão empoleirados. Há evidências de que ele aprende quais são os poleiros regulares de alguns colibris e os caça lá. No entanto, a espécie não pode ser considerada um predador especialista de beija-flores. Alguns indivíduos também caçam roedores e morcegos.

### Reprodução
Pouco se sabe sobre a biologia reprodutiva do ttauató-passarinho. Sua época de reprodução pode variar dependendo de sua localização; do Panamá à Colômbia, aparentemente vai de fevereiro a junho, enquanto na parte sul da cordilheira pode ir de outubro a janeiro. Sabe-se que ele constrói  ninhos com gravetos, e pelo menos algumas vezes na copa de árvores altas. Na Venezuela, há um registro de um casal que montou um ninho em um antigo ninho de gavião-belo. As fêmeas põem de um a três ovos branco-azulados, levemente estriados e manchados de marrom. Os períodos de incubação e crescimento não são conhecidos.

### Vocalização
A vocalização do tauató-passarinho é uma série estridente, aguda e um pouco trêmula de 20 – 30 notas de campo desigual. Depois de algumas notas iniciais aceleradas, a chamada se estabelece em um ritmo constante, transcrito de várias maneiras como caucau-ca-ca-ca, keer-keer-keer ou kree-ree-ree-ree .